# Hans Clerck
Hans Clerck, född den 3 juni 1639 i Stockholm, död den 18 april 1711 i Arboga, var en svensk amiral och landshövding.

## Biografi
Efter studier i Uppsala åtföljde Clerck som hovjunkare riksrådet Nils Brahe 1661 på beskickning till England, där han kvarstannade en tid för att fortsätta sina studier i Oxford. Därifrån begav han sig till Leyden och antog tjänst på holländska örlogsflottan, med vilken han i åtta år, under de berömda sjöhjältarna Brakel, Opdam och van Tromp, deltog i de flesta då förekommande sjödrabbningar.
Efter att han återvänt till Sverige blev han kommendant på Vaxholms fästning, 1671 holmmajor, 1673 amirallöjtnant och 1673 amiralitetsråd samt utmärkte sig särskilt i sjöstriderna mot danskarna. I slaget vid Ölands södra udde 1676 sökte han tillsammans med andra att hålla stånd mot fienden, men måste, sedan han sårats svårt, dra sig tillbaka. Samma år utnämndes han till amiral, med särskilt uppdrag att ordna sjöförsvaret. Efter freden utnämndes han 1680 till landshövding i Västerbotten, varifrån han 1683 förflyttades till Kalmar och slutligen 1693 till Nyköping.
Han upphöjdes i friherrligt stånd 1687. Vid Ståndsriksdagen i Stockholm 1710 utsågs Hans Clerck till lantmarskalk, varefter han av Karl XII utnämndes till kungligt råd och president i Göta hovrätt, vilka ämbeten han aldrig kom att tillträda, eftersom han kort därefter avled.
Clerck var son till amiralitetsrådet Hans Clerck och Brita Swan och gift med Anna Bure.